# Ned Luke
Ned Luke (nascido em 4 de outubro de 1958) é um ator e dublador americano. Ele atuou como voz e ator físico de Michael De Santa no aclamado videogame de Grand Theft Auto V (2013). Luke apareceu em 29 filmes e programas de televisão até o momento e também apareceu em mais de 100 comerciais de TV, incluindo Budweiser e Burger King.

## Vida pessoal
Luke se casou com instrutora de ioga e atriz de meio período Amy Sax em 12 de novembro de 1997. Eles têm um filho, Max "Bubba", e vivem no Condado de Westchester, Nova York. Luke é quase surdo no ouvido direito.